# Guaraní (monnaie)
Pour les articles homonymes, voir Guarani.
Le guaraní (pluriel espagnol : guaraníes ; en guarani : guarani ; symbole : ₲ ; code ISO 4217 : PYG) est la monnaie officielle du Paraguay.
Le guaraní est divisé en 100 céntimos, mais à cause de l'inflation, les céntimos ne sont plus utilisés.

## Histoire du guarani
Une loi créant le guaraní fut votée le 5 octobre 1943, pour remplacer le peso paraguayen au taux de 1 guaraní = 100 pesos. Les premiers guaraníes furent émis en 1944. Le nom de la monnaie a été donné en référence à l'une des tribus indigènes du Paraguay. De 1960 à 1982, le guaraní fut lié au dollar américain au taux de 126 PYG pour 1 USD.
La Banque centrale du Paraguay annonce l'adoption en 2011 du nuevo guaraní, valant 1 000 anciens guaraníes .
Le 15 juillet 2014, il fallait 5 618 guaraníes pour 1 euro.
Depuis cette date, la monnaie a chuté par rapport à l'euro de plus de 40 %.

## Émissions monétaires

### Pièces de monnaie
En 1944, une première série de pièces est frappée pour des valeurs de 1, 5, 10, 25 et 50 centimos en laiton de nickel. En 1953, une nouvelle série est produite, avec des pièces de 10, 20 et 50 centimos de forme festonnée. Ce n'est qu'en 1976 qu'est frappée la première pièce de 1 guarani, en acier, suivie par des pièces de 5, 10 et 50 guaranis. En 1990, une première pièce de 100 guarani en laiton de nickel est produite. En 1993, une pièce de 100 guaranis en acier est frappée, suivie en 1997 par une pièce de 500 guaranis. En 2006, sort une pièce de 1 000 guaranis en acier nickelé. Après 2018, plus aucune pièce courante n'est produite.

### Billets de banque
Les billets circulants actuels ont des montants de :
- 2 000 guarani, avec au recto les portraits de Adela et Celsa Speratti ;
- 20 000 guarani, figurant au verso une femme paraguayenne ;
- 50 000 guarani, figurant au verso Agustín Barrios Mangoré ;
- 100 000 guarani, figurant au verso Roque González de Santa Cruz.